# Crepidomanes acuto-obtusum
Crepidomanes acuto-obtusum là một loài thực vật có mạch trong họ Hymenophyllaceae. Loài này được (Hayata) K. Iwats. miêu tả khoa học đầu tiên năm 1958.